# Aldo Adorno
Aldo Osmar Adorno Mon (n. 8 de abril de 1982; Borja, Paraguay) es un exfutbolista paraguayo que jugaba como mediocampista ofensivo.

## Clubes
| Club                 | País     | Año       |
| -------------------- | -------- | --------- |
| Sportivo Luqueño     | Paraguay | 1998-2000 |
| Recoleta             | Paraguay | 2000      |
| Irapuato             | México   | 2000-2001 |
| Cruz Azul Oaxaca     | México   | 2001-2002 |
| Sol de América       | Paraguay | 2002-2003 |
| Maccabi Tel Aviv     | Israel   | 2003-2004 |
| Almería              | España   | 2004-2005 |
| Baza                 | España   | 2005-2006 |
| Paralimni            | Chipre   | 2006-2007 |
| AEK Larnaca          | Chipre   | 2007-2009 |
| Apollon Limassol     | Chipre   | 2009-2011 |
| APOEL FC             | Chipre   | 2011-2014 |
| FK Metalurg Donetsk  | Ucrania  | 2014-2015 |
| Nea Salamina         | Chipre   | 2015-2016 |
| Othellos Athienou FC | Chipre   | 2016      |

### Goles en la UEFA Champions League
| Resultados | Resultados | Resultados | Resultados | Lugar   | Estadio     | Fecha               | Temporada | Gol(es) |
| ---------- | ---------- | ---------- | ---------- | ------- | ----------- | ------------------- | --------- | ------- |
| APOEL      | 4          | 0          | Skënderbeu | Nicosia | GSP Stadium | 20 de julio de 2011 | 2011-2012 | 1 gol   |

Para un total de 1 gol.

### Goles en la UEFA Europa League
| Resultados | Resultados | Resultados | Resultados | Lugar   | Estadio          | Fecha               | Temporada | Gol(es) |
| ---------- | ---------- | ---------- | ---------- | ------- | ---------------- | ------------------- | --------- | ------- |
| APOEL      | 1          | 0          | Aalesund   | Ålesund | Aalesund Stadion | 9 de agosto de 2012 | 2012-2013 | 1 gol   |

Para un total de 1 gol.